# Quartier de Belleville
Das Quartier de Belleville ist das 77. der 80 Quartiers (Stadtviertel) von Paris im 20. Arrondissement.

Die Stadtviertel im 20. Arrondissement

## Lage
Der Verwaltungsbezirk im 20. Arrondissement von Paris wird von folgenden Straßen begrenzt:
- Nordwesten: Rue de Belleville
- Südwesten: Boulevard de Belleville
- Osten: Rue de Pixérécourt
- Süden: Rue de Ménilmont

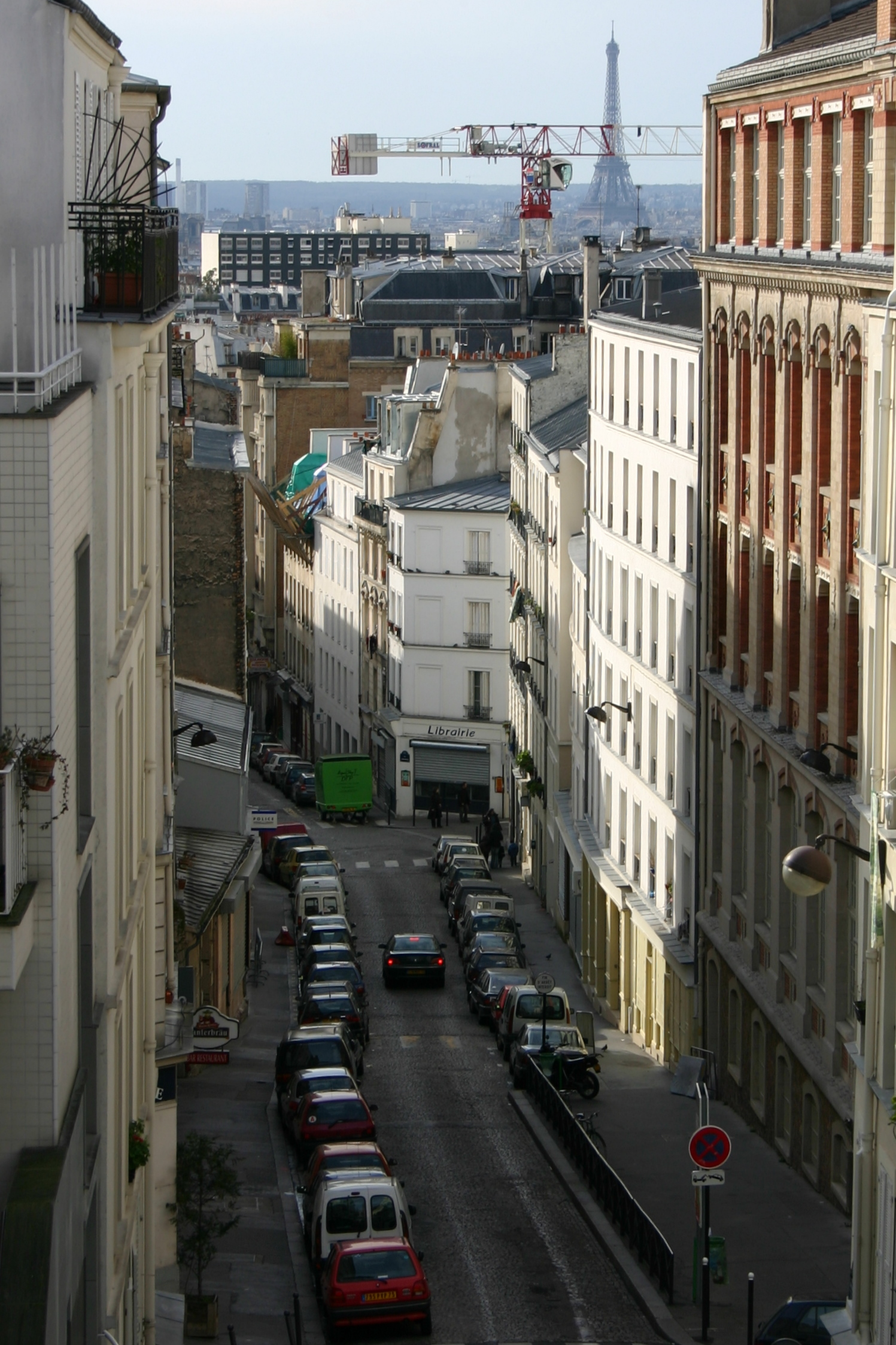
Rue Ramponeau in Belleville

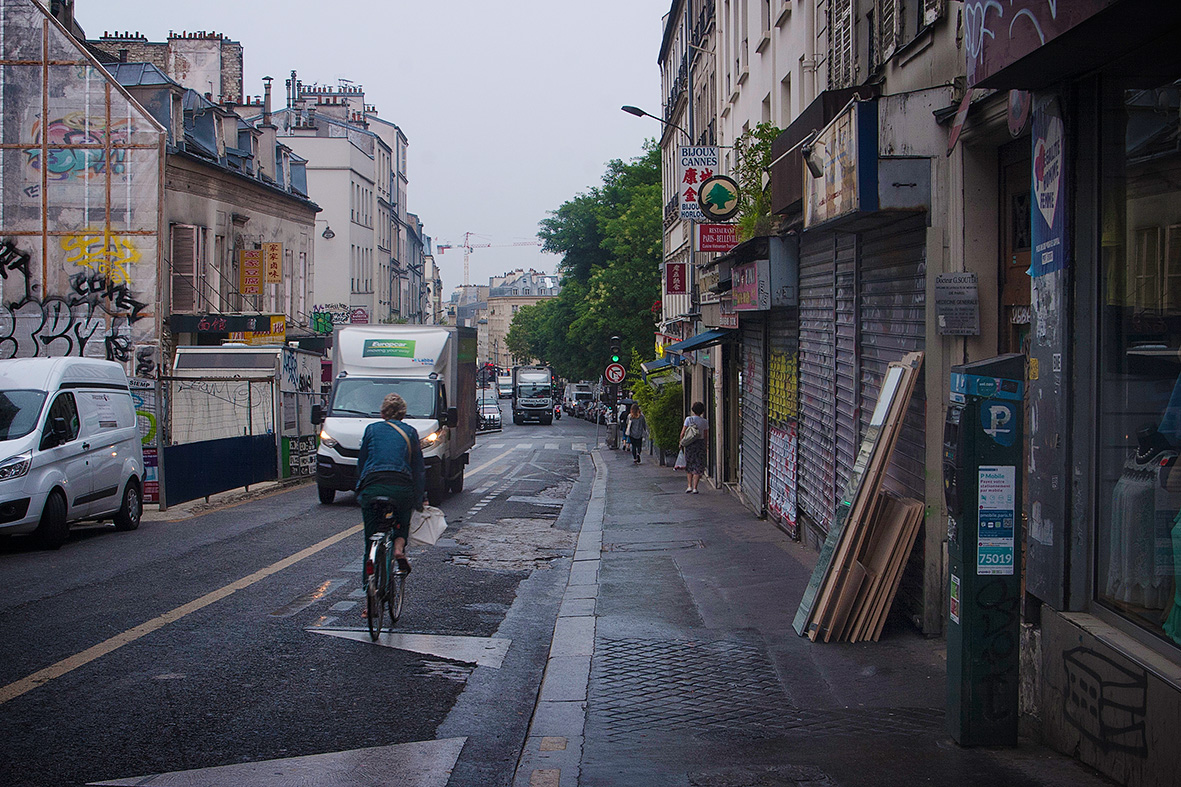
Rue de Belleville

In der Vorstellungswelt der Pariser ist das „Quartier de Belleville“ viel größer, denn sie meinen das Gebiet der ehemaligen Gemeinde Belleville, das zu beiden Seiten der heutigen Rue de Belleville lag und somit die Arrondissements 10, 11, 19 und 20 berührt.

## Geschichte
Der gleichnamige, ursprünglich vor den Toren von Paris (Porte du Temple) gelegene, eigenständige Vorort wurde erst 1860 eingemeindet und durch die damit verbundene willkürliche Festlegung der Arrondissements und Quartiers genau in der Ortsmitte geteilt, so dass heute die eine Ortshälfte im 19. Arrondissement liegt, die andere im 20. Dessen ungeachtet hat die frühere Gemeinde ihren Zusammenhalt größtenteils bewahrt. Im Übrigen ist das Gebiet des Conseil de quartier von „Belleville 20e“ etwas kleiner als der eigentliche Verwaltungsbezirk.

## Politik
Belleville ist eines der typischen Einwandererviertel von Paris, u. a. leben hier größere Gruppen von Maghrebinern, Schwarzafrikanern, sephardischen Juden und Chinesen. Die herrschende multikulturelle Atmosphäre befruchtet das Schaffen der hiesigen großen Künstlerszene.
Traditionell ist Belleville politisch linksgerichtet. Die Parti Socialiste, die Kommunistische Partei Frankreichs, die Grünen und die Lutte Ouvrière sind stark vertreten. Das Hauptquartier der Parti communiste français befindet sich nahe der Colonel Fabien-Station zwischen Belleville und La Villette. In dem Stadtteil ist auch ein nach Louise Michel benanntes Kulturzentrum ansässig, das von Lucio Urtubia mitbegründet wurde. Er selbst lebte in einer Wohnung direkt darüber.

## Sehenswürdigkeiten
Auf dem Hügel von Belleville (franz. Butte de Belleville) liegt der Parc de Belleville, von dessen Terrassen es einen guten Überblick über das Panorama von Paris gibt.
Édith Piaf wurde einer Legende nach 1915 auf den Stufen des Hauses 72 in der Rue de Belleville geboren. Dort erinnert eine Gedenktafel an die berühmte Sängerin.

## Filme, die in Belleville gedreht wurden
- Goldhelm (Casque d'or), 1951, von Jacques Becker
- Der rote Ballon (Le Ballon Rouge), 1956, von Albert Lamorisse
- Madame Rosa (La Vie Devant Soi), 1975, von Moshé Mizrahi
- La Balance – Der Verrat (La Balance), 1982, von Bob Swaim
- Die Bourne Identität (The Bourne Identity), 2002, Szene im „Hotel de la Paix“, von Doug Liman
- Monsieur Ibrahim und die Blumen des Koran (Monsieur Ibrahim et les fleurs du Coran), 2003, von François Dupeyron
- Die Klasse (Entre les murs), 2008, von Laurent Cantet
- Poliezei (Polisse), 2011, von Maïwenn
- Belleville, belle et rebelle, 2022, von Daniela Abke

## Romane, die in Belleville spielen
- Calixthe Beyala: Le Petit prince de Belleville. Paris: Albin Michel, 1992. ISBN 2-226-05934-2 (dt. Der kleine Prinz aus der Vorstadt, 1995. ISBN 978-3-596-12322-3).
- Eric-Emmanuel Schmitt: Felix und die Quelle des Lebens. München 2020. In dem Roman betreibt die Mutter des Ich-Erzählers ein Café in der Rue Ramponneau.